# Ed Kemmer

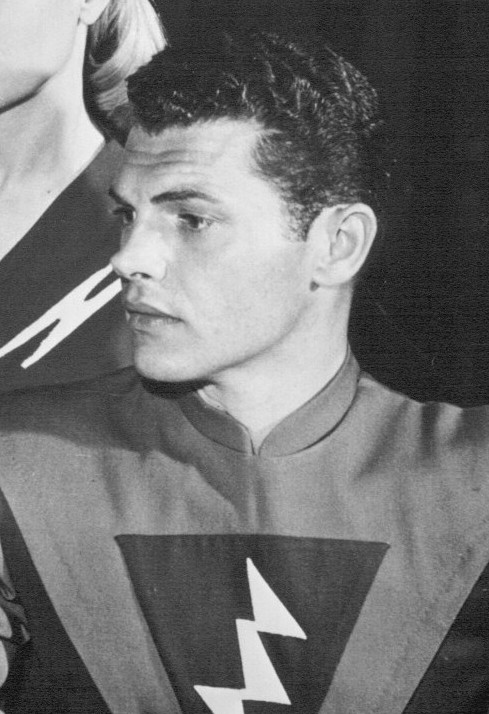
Ed Kemmer, 1952

Ed Kemmer, eigentlich Edward William Kemmerer (* 29. Oktober 1920 in Reading, Pennsylvania; † 9. November 2004 in New York City), war ein US-amerikanischer Schauspieler und im Zweiten Weltkrieg Pilot der United States Army Air Forces. Als Commander Buzz Corry war Kemmer von 1950 bis 1955 der männliche Hauptdarsteller der populären Science-Fiction-Fernsehserie Space Patrol, einem Vorläufer von Raumschiff Enterprise.

## Herkunft, Jugend und Kriegsdienst
Kemmers Eltern waren Aaron und Lillian Kemmerer. Der Vater war Dachdecker, die Mutter Fabrikarbeiterin. Er wuchs in bescheidenen Verhältnissen, verstärkt durch die Weltwirtschaftskrise ab 1929, auf. Kemmer brachte sich selbst Musikspielen bei und trat schon in der Highschoolzeit in der kommerziellen Band The Airport Boys auf.
Unklar wann, meldete sich Kemmer zur Army Air Force. Nach der Ausbildung und befördert zum Leutnant wurde er im Februar 1944 nach Europa verschifft. Am 17. Juni wurde er als Pilot einer P-51 Mustang von deutscher Flak über dem besetzten Frankreich bei Saint-Lô abgeschossen. Er geriet in Kriegsgefangenschaft und wurde in einem Kriegsgefangenenlager der Luftwaffe untergebracht. Nach mindestens einem Fluchtversuch wurde Kemmer schließlich in das Stammlager VII A in Moosburg an der Isar verlegt, das am 29. April 1945 von US-amerikanischen Panzereinheiten befreit wurde.

## Space Patrolund weitere berufliche Tätigkeit

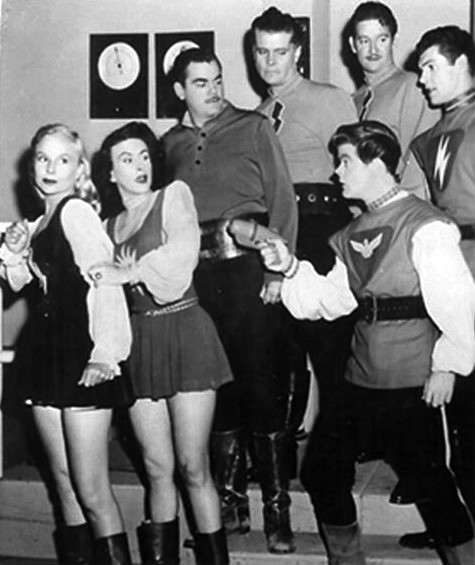
Der Cast von Space Patrol, 1950

Von 1951 bis 1955 war Kemmer als Commander Buzz Corry Hauptdarsteller der Fernsehserie Space Patrol, die auch als Hörspielreihe produziert wurde. Zum festen Darstellerteam gehörten neben Kemmer Lyn Osborn (1926–1958) als Corrys Sidekick Cadet „Hap“ Happy, Nina Bara als Tonga, Virginia Hewitt (1925–1986) als Carol Carlisle und Ken Mayer (1918–1985) als Major Robbie Robertson.
Nach Space Patrol trat Kemmer noch in verschiedenen Spielfilmen und Fernsehserien auf, so In den Klauen des Giganten von 1958. 1960 bis 1962 war er der männliche Hauptdarsteller der Fernsehserie The Clear Horizon, eine Seifenoper, die das Privatleben von Astronauten und ihren Familienangehörigen thematisierte.
1963 hatte er zusammen mit William Shatner einen Auftritt in der Episode Nightmare at 20,000 Feet der Serie Twilight Zone. 1964 stand er neben anderen Darstellern wie Sterling Hayden, Robert Stack und Rod Taylor zur Auswahl für die Rolle des Captains der USS Enterprise. Seine letzte Rolle war 1983 die des Admirals Arleigh Burke in der US-amerikanisch-britischen Fernsehserie Kennedy.
Kemmer war zweimal verheiratet, von 1969 bis zu seinem Tod mit der Schauspielerin Fran (Francine) Sharon (* 1939), und hatte drei Kinder: Jonathan, Todd und Kimberly. Er verstarb am 9. November 2004 in New York an den Folgen eines am 5. November erlittenen Schlaganfalls.

## Dokumentation
- TV Guide looks at Science Fiction. Video-Dokumentation von 1997 mit William Shatner und Ausschnitten aus Space Patrol.